# Fotografia de vida salvatge
La "fotografia de la fauna" se centra en la fotografia de la vida salvatge (plantes, animals no domesticats i altres organismes), i és una part de la fotografia de natura; de vegades limita amb la fotografia d'animals. Abasta una àmplia gamma de fotografies preses a l'aire lliure i conté imatges d'escenaris naturals o detalls. Es fa més èmfasi en el valor estètic de la imatge que en àmbits com la fotografia periodística o la fotografia documental.
"Fauna rodatge" és considerada com una de les formes més desafiants de la fotografia; requereix tant habilitats tècniques (l'elecció de l'exposició correcta, la nitidesa i la qualitat d'imatge), el coneixement de la fauna salvatge, així com una àmplia gamma d'habilitats "artesanals/artístiques". Alguns animals són de difícil accés, i cal tenir els coneixements necessaris sobre la cria d'animals per tal de ser capaç d'anticipar-se a les seves accions. Fotografiar algunes espècies requereix saber estar a l'aguait, camuflar-se i apropar-se sigil·lós al seu amagatall. Per exemple, se centra en la captura d'animals en accions interessants, com ara incendis, la caça o en el moviment típic de l'espècie.
Fotos d'aquest tipus apareixen en revistes científiques, de viatges i culturals, com ara National Geographic i Audubon Magazine, i d'altres revistes especialitzades, com Outdoor Photographer o Nature's Best Photography. A la República Txeca les revistes de negocis i generalistes com ara Cocktail i Photolife també s'hi dediquen.
Cada any s'anuncia el concurs BG Wildlife Photographer of The Year, organitzat per la BBC Wildlife Magazine i el Museu d'Història Natural de Londres.

## Tecnologia
Es pot utilitzar l'equipament bàsic, però per a fer bones fotografies d'algunes espècies de fauna salvatge calen equips especials, com ara objectius macro per a insectes, teleobjectius amb llargues distàncies focals i càmeres submarines per animals d'aigua dolça. No obstant això, amb l'arribada de la tecnologia digital, l'automatització i la capacitat de viatjar, de vegades n'hi ha prou amb estar al lloc adequat en el moment adequat.

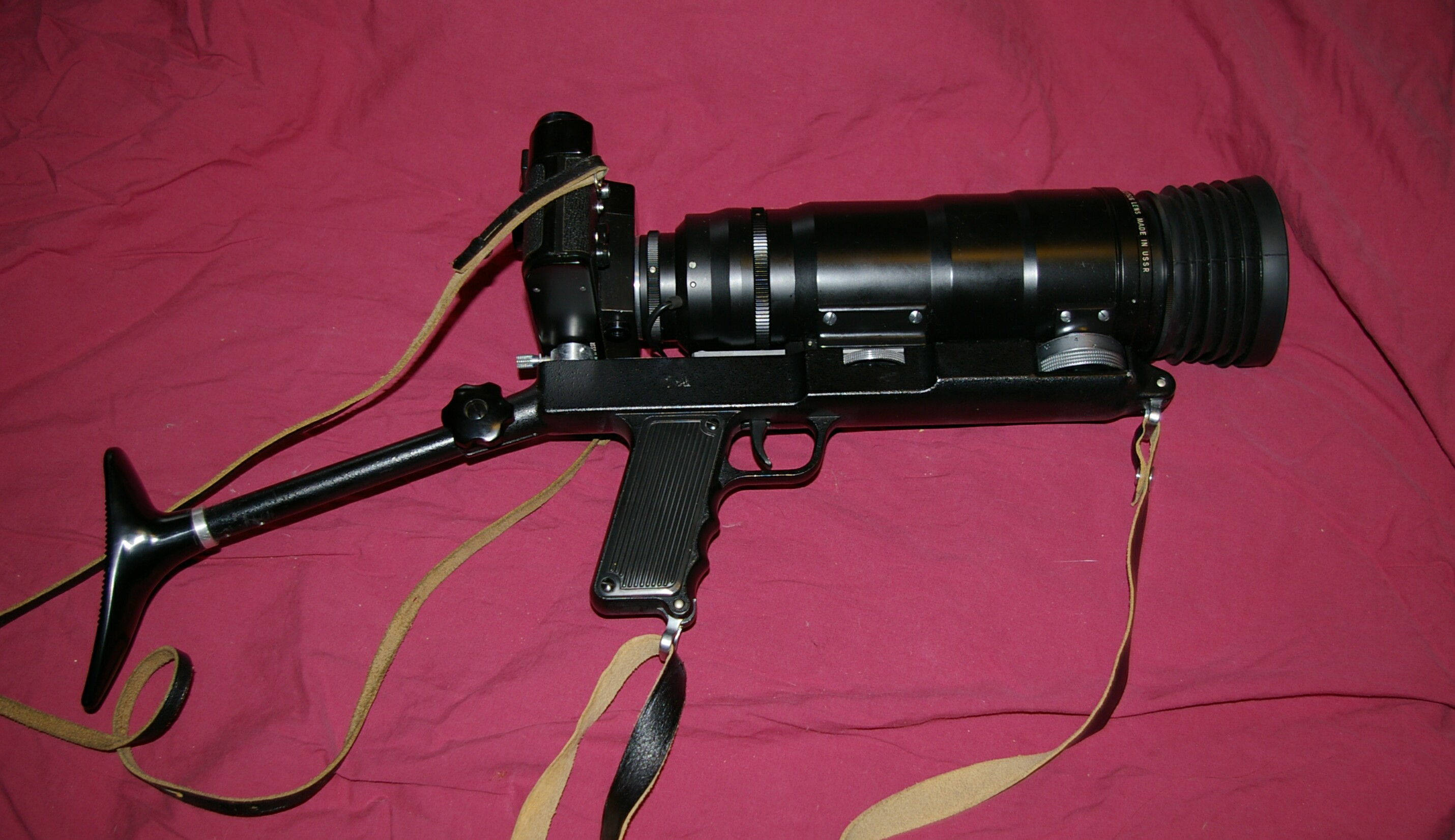
Càmera rifle. 1982.

- Càmera rifle. 1982.Càmera rifle: és una càmera que té un teleobjectiu llarg. Per comoditat, s'hi munten amb suport i culata, tot semblant una arma de foc. Té cinta per penjar del muscle. Es pot disparar amb ella al camp, a grans distàncies i en ràfegues.

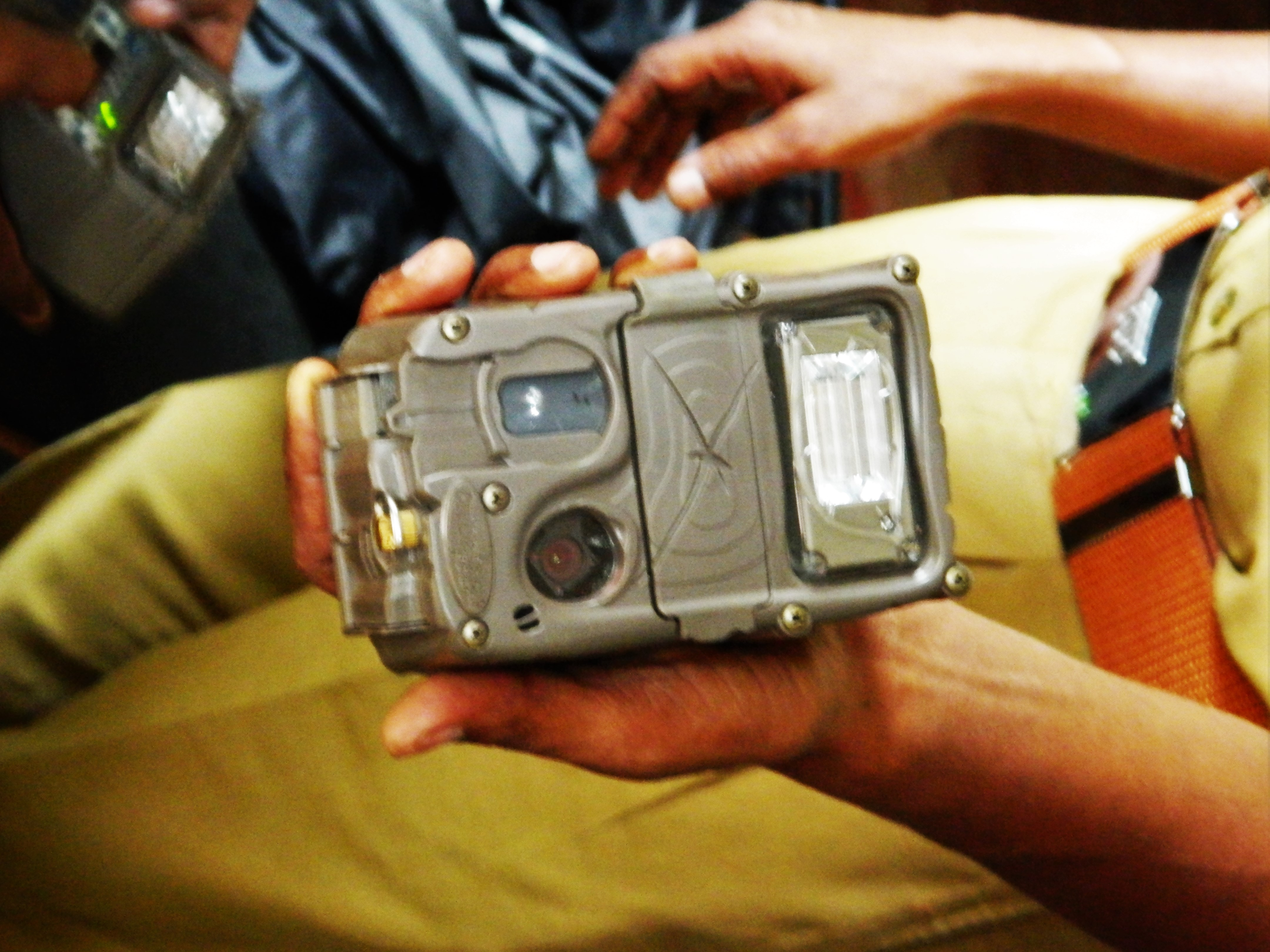
Càmera amb flaix i detector de presència.

- Càmera amb flaix i detector de presència.Càmera trampa: és una càmera automàtica que s'utilitza per a capturar fotografies d'animals salvatges. S'instal·la en un lloc on s'espera que animals d'interès passin pel camp visual. Quan un sensor de moviment o infraroig detecta la presència d'animals s'activa un mecanisme que pren una foto. Després de cert temps, el propietari hi acudeix per comprovar la càmera i recollir els arxius d'imatge. Les càmeres trampa són una eina important en la recerca d'animals rars, tímids o nocturns. En termes generals, aquesta tecnologia no interfereix amb els animals salvatges, però el llum de flaix pot espantar alguns animals. De vegades els mateixos animals poden danyar la càmera. Si no es camufla perfectament pot ser robada.